# Liste der Gemeindeverbände im Département Bouches-du-Rhône
Das Département Bouches-du-Rhône liegt in der Region Provence-Alpes-Côte d’Azur in Frankreich. Es untergliedert sich in vier Gemeindeverbände.
Siehe auch: Liste der Gemeinden im Département Bouches-du-Rhône

## Gemeindeverbände

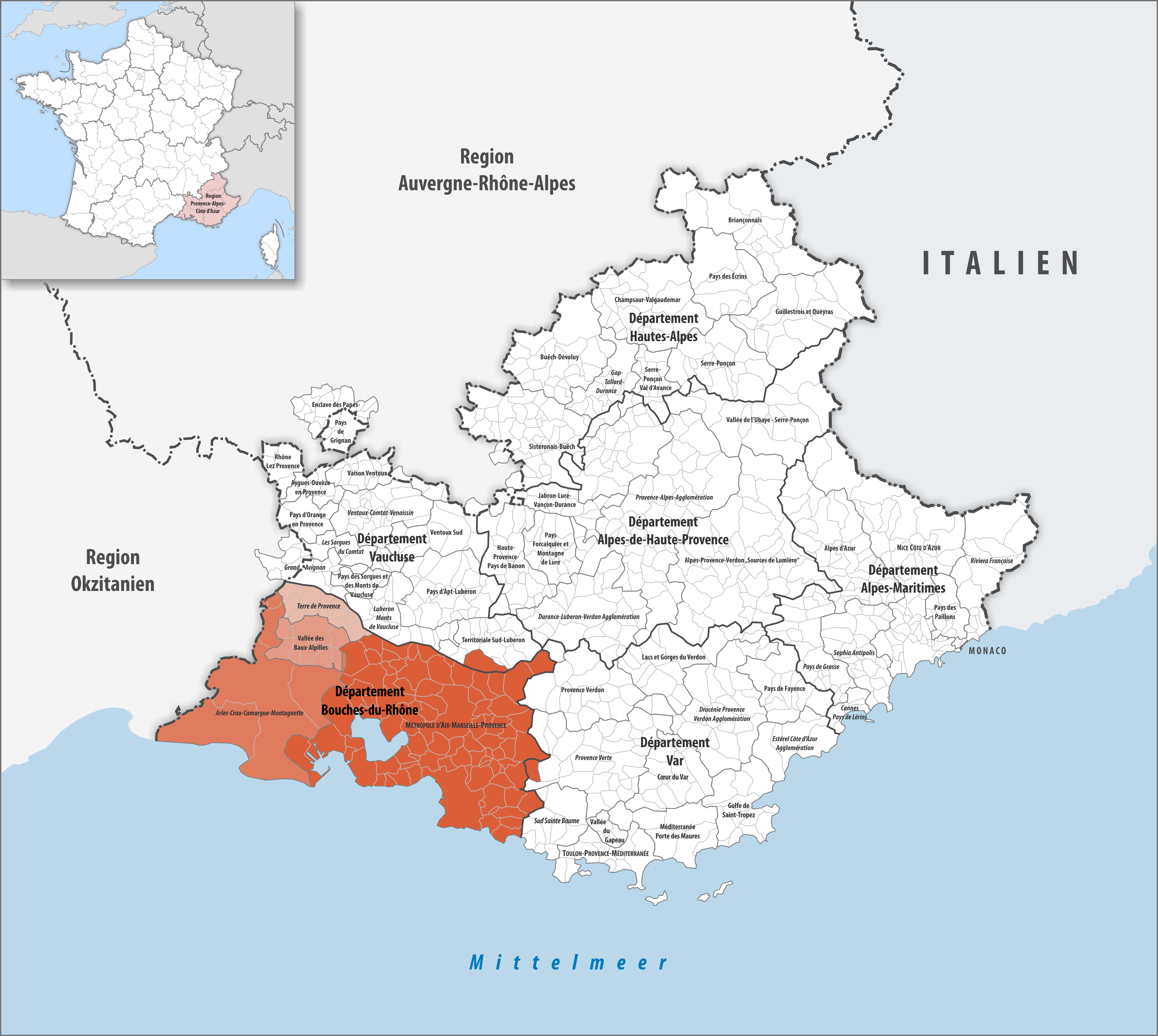
Gemeindeverbände im Département Bouches-du-Rhône

| Gemeindeverband                    | Gemeinden im Départ./Verband | Einwohner 1. Januar 2022 | Fläche km² | Dichte Einw./km² | SIREN- Nummer | Rechtsform                 | Gründungsdatum    |
| ---------------------------------- | ---------------------------- | ------------------------ | ---------- | ---------------- | ------------- | -------------------------- | ----------------- |
| Arles-Crau-Camargue-Montagnette    | 6/6                          | 84.680                   | 1.445,84   | 59               | 241 300 417   | Communauté d’agglomération | 4. Dezember 2003  |
| Métropole d’Aix-Marseille-Provence | 90/92                        | 1.922.626                | 3.149,22   | 611              | 200 054 807   | Métropole                  | 28. August 2015   |
| Terre de Provence                  | 13/13                        | 60.440                   | 265,92     | 227              | 200 035 087   | Communauté d’agglomération | 24. Dezember 1996 |
| Vallée des Baux-Alpilles           | 10/10                        | 27.706                   | 319,76     | 87               | 241 300 375   | Communauté de communes     | 29. Dezember 1995 |